# Mtopwa
Mtopwa ist ein Verwaltungsbezirk (englisch Ward) des Distrikts Newala in der tansanischen Region Mtwara.

## Geografie
Mtopwa liegt im Südosten von Tansania etwa 100 Kilometer Luftlinie südwestlich der Distrikthauptstadt Mtwara. Der Bezirk liegt auf dem Makonde-Plateau auf rund 500 Meter Seehöhe. Er grenzt im Norden und Osten an Mnyeu, im Süden an Mtunguru und im Westen an Muungano. Bei der Volkszählung 2022 lebten 6122 Menschen in 1853 Haushalten auf einer Fläche von 32 Quadratkilometern.

## Gliederung
Der Bezirk besteht aus drei Gemeinden (Mtaa) mit acht Orten (Kitongoji):
| Mtopwa - Tushirikiane - Juhudi | Tukazane - Tulia - Kazamoyo - Tumaini | Chilondolo - Mkunguru - Mtepela - Mbalu |

## Infrastruktur
- Bildung: Die Mtopwa Secondary School ist die einzige weiterführende Schule des Bezirks.[9] Es ist eine staatliche Tagesschule mit einer Ausbildung bis zur 4. Stufe.[10] Im Jahr 2021 wurde die Schule um vier Klassenzimmer erweitert.[11]
- Gesundheit: In der Gemeinde Mtopwa befindet sich eine staatliche Apotheke.[12]